# WHQL
Las evaluaciones del Windows Hardware Quality Labs (WHQL) consisten en una serie de pruebas mediante unos test ejecutados en ordenadores de varios fabricantes y los resultados de esas pruebas son enviados a Microsoft. Adicionalmente Microsoft puede realizar más pruebas con otras versiones del sistema operativo, como por ejemplo: Vista Home Basic y Vista Business, y con diferentes tipos de hardware.
Aquellos productos que superen las pruebas de los WHQL obtendrán un logotipo de Diseñado para Windows. El logotipo variará según la versión de Windows que se utilice.
Para los controladores de dispositivos que superen las pruebas del WHQL, Microsoft crea un archivo de certificado de firma digital. Al incluirlo en el paquete de instalación del controlador, evita que Windows Vista y posteriores muestre un mensaje de advertencia refiriendo que el controlador no ha sido certificado por Microsoft. También evita que Windows XP indique que el producto no ha superado la prueba del logotipo. Además, dichos controladores, podrían estar disponibles para descargar utilizando el sistema de actualizaciones Windows Update.